# Elecciones legislativas de Bulgaria de abril de 2021
Las elecciones legislativas se celebraron el 4 de abril de 2021 para la renovación de los 240 miembros de la Asamblea Nacional de la República de Bulgaria. La fecha fue establecida por el presidente Rumen Radev. Con motivo de las protestas que se iniciaron en el verano de 2020 con una demanda de elecciones anticipadas, el inicio por parte del Primer Ministro de la idea de convocar a la Gran Asamblea Nacional fracasó (el nombre que se le da a una Asamblea Constituyente en Bulgaria), la situación con la Pandemia de COVID-19 en Bulgaria, la máquina legal de votación y el plazo para la entrega de las instalaciones, hicieron surgir una serie de especulaciones sobre si las próximas elecciones se celebrarán de acuerdo con el plazo establecido constitucionalmente. Para diciembre de 2020, era poco probable que se celebren elecciones anticipadas. Para la fecha previamente anunciada por el presidente de la República el 28 de marzo de 2021 no se ha emitido ningún decreto. El 14 de enero de 2021, después de 9 días de consultas con representantes de partidos, salud y otras instituciones, el presidente Radev programó una fecha final para las elecciones por decreto: el 4 de abril de 2021.
El GERB del primer ministro Boiko Borissov en coalición con el SDS y se convirtió en la primera fuerza por quinta vez consecutiva, pero perdió apoyos de manera significativa y su peor resultado desde su fundación en 2006. El IMRO-BNB y el NFSB, que se unieron a la coalición Patriotas Unidos en 2017 perdieron su representación. IMRO-BNB pudo asegurar más de la mitad de los votos emitidos en Macedonia del Norte en las elecciones. El partido populista de derecha Volya, que apoyaba al gobierno, también fue expulsado del parlamento. Por primera vez desde las elecciones de 2001, ningún partido nacionalista o radical de derecha llegó a la Asamblea Nacional.
Los socialistas, que obtuvieron su peor resultado desde 1990, sufrieron pérdidas aún más significativas que la derecha. En algunos casos, el BSP fue el castigado con el cambio de votantes al ITN; por otro lado, la generación mayor, que constituye el mayor número de votantes, no participó en las elecciones en grandes cantidades debido a la pandemia de COVID. La reorientación del partido bajo Kornelija Ninowa, alejándose de los problemas clásicos de los trabajadores, también podría haber influido.
La segunda fuerza más fuerte fue el partido antisistema. Existe Tal Pueblo (ITN) del músico Slavi Trifonov. ITN pudo lograr más del 17%. Según los análisis, Trifonov atrajo principalmente a protestantes rurales, jóvenes y la mayoría de los votos emitidos por los búlgaros del exterior, lo que se considera la razón principal por la que la participación cayó, pero en un grado mucho menor de lo esperado.
Si bien el partido turco DPS pudo ganar levemente, la alianza liberal recién fundada Bulgaria Democrática (DB) se desempeñó mejor de lo esperado con más del 9 por ciento. DB ganó los dos distritos electorales más poblados de Sofía. La alianza liberal de izquierda ¡Ponerse de Pie! Mafia, Fuera! (ISMV) bajo la dirección de Maya Manolova y Nikolay Hadzhigenov pasó la barrera con el 4.65% y fue la última fuerza en entrar a la Asamblea.

## Sistema electoral
La Asamblea Nacional (en búlgaro: Народното събрание), el parlamento unicameral del país, pasa por elecciones cada cuatro años y está integrada por 240 diputados. Se elige mediante un sistema de representación proporcional en listas cerradas según el método del resto mayor en cociente de Hare, ello con un mínimo de obtención de 4% de los votos emitidos a nivel nacional para obtener escaños.

## Partidos y coaliciones
El gobierno de turno era una coalición entre el partido conservador Ciudadanos por el Desarrollo Europeo de Bulgaria (GERB) del primer ministro Boiko Borisov y la alianza nacionalista Patriotas Unidos (OP) (formada por IMRO, ATAKA y NFSB), con el apoyo del populista Voluntad (VOLYA). Juntos ocuparon 132 de 240 escaños en la Asamblea Nacional.
Durante la reunión nacional de Los Verdes de 2020, los representantes del partido votaron a favor de una coalición para las próximas elecciones legislativas con Bulgaria Democrática (DB). Los representantes del partido votaron en contra de una coalición con cualquiera de los partidos políticos de la actual Asamblea Nacional, a saber, GERB, BSP, DPS, Volya y OP.
El vicepresidente de Existe Tal Pueblo (ITN), Toshko Yordanov, dijo en una entrevista para la Radio Nacional Búlgara, que el partido no entraría en una coalición con GERB, DPS o BSP. El copresidente de Bulgaria Democrática (DB), Hristo Ivanov, declaró en una entrevista que no habrá coalición con el GERB, con o sin Borisov.
El presidente del Movimiento de Ciudadanos de Bulgaria, Dimitar Delchev, anunció que su partido se uniría a Levántate.BG (IS.BG) durante una presentación pública de la plataforma ciudadana en la plaza Slaveykov, en agosto de 2020. Lo mismo hizo el presidente búlgaro del Volt Europa - Nastimir Ananiev, así como el presidente del partido Movimiento 21 - Tatyana Doncheva. La organización ciudadana The System Kills Us anunció su apoyo a Nikola Vaptsarov como su representante dentro de Levántate.BG (IS.BG).
| Partido                                        | Partido          | Ideología                | Posición política    | Líder                             | Escaños actuales |
| ---------------------------------------------- | ---------------- | ------------------------ | -------------------- | --------------------------------- | ---------------- |
| Partidos representados en la Asamblea Nacional |                  |                          |                      |                                   |                  |
|                                                | GERB–SDS         | Conservadurismo          | Centroderecha        | Boyko Borisov                     | 95               |
|                                                | BSP por Bulgaria | Socialdemocracia         | Centroizquierda      | Korneliya Ninova                  | 80               |
|                                                | DPS              | Liberalismo              | Centro               | Mustafa Karadayi                  | 26               |
|                                                | Volya–NFSB       | Populismo de derecha     | Extrema derecha      | Veselin Mareshki, Valeri Simeonov | 21               |
|                                                | VMRO             | Nacionalismo búlgaro     | Extrema derecha      | Krasimir Karakachanov             | 12               |
|                                                | ATAKA            | Ultranacionalismo        | Extrema derecha      | Volen Siderov                     | 6                |
| Partidos sin representación legislativa        |                  |                          |                      |                                   |                  |
|                                                | ABV              | Socialdemocracia         | Centroizquierda      | Rumen Petkov                      | N/A              |
|                                                | Renacimiento     | Nacionalismo conservador | Extrema derecha      | Kostadin Kostadinov               | N/A              |
|                                                | ITN              | Populismo                | Partido atrapalotodo | Slavi Trifonov                    | N/A              |
|                                                | DB               | Liberalismo verde        | Centroderecha        | Atanas Atanasov, Hristo Ivanov    | N/A              |
|                                                | ISMV             | Anticorrupción           | Partido atrapalotodo | Maya Manolova                     | N/A              |
|                                                | RzB              | Conservadurismo          | Centroderecha        | Tsvetan Tsvetanov                 | N/A              |

## Encuestas
| Encuestadora                                                          | Fecha                         | Muestra | Margen | GERB               | BSP        | DPS   | OP    | DB     | Volya  | ITN    | ISMV  | Otros  | Ventaja |       |       |        |       |        |       |
| --------------------------------------------------------------------- | ----------------------------- | ------- | ------ | ------------------ | ---------- | ----- | ----- | ------ | ------ | ------ | ----- | ------ | ------- | ----- | ----- | ------ | ----- | ------ | ----- |
| Encuestadora                                                          | Fecha                         | Muestra | Margen | Elecciones de 2021 | 4 Abr 2021 | -     | -     | 26.18% | 15.01% | 10.49% | 3.64% | Otros  | Ventaja | 9.49% | 2.33% | 17.66% | 4.72% | 10.48% | 8.52% |
| Alpha Research (voters)                                               | 26 Feb–1 Mar 2021             | 1,013   | –      | 28.5%              | 23.2%      | 12.5% | 3.7%  | 5.7%   | 1.8%   | 13.3%  | 4.5%  | 6.8%   | 5.3%    |       |       |        |       |        |       |
| Mediana                                                               | 22–26 Feb 2021                | 943     | –      | 27.5%              | 24.2%      | 10.7% | 4.0%  | 4.2%   | 3.1%   | 15.2%  | 5.0%  | 6.1%   | 3.3%    |       |       |        |       |        |       |
| Market Links (voters)                                                 | 17–24 Feb 2021                | 1,019   | –      | 24.6%              | 18.9%      | 8.5%  | 2.7%  | 7.6%   | –      | 13.0%  | 3.9%  | 20.8%  | 5.7%    |       |       |        |       |        |       |
| Trend (voters)                                                        | 12–19 Feb 2021                | 1,008   | ± 3.1% | 28.9%              | 24.1%      | 11.1% | 3.8%  | 6.2%   | 2.6%   | 12.9%  | 4.0%  | 6.4%   | 4.8%    |       |       |        |       |        |       |
| Gallup (voters)                                                       | 4–12 Feb 2021                 | 1,011   | ± 3.1% | 25.8%              | 21.9%      | 12.4% | 4.2%  | 6.8%   | 2.7%   | 13.1%  | 4.7%  | 8.4%   | 3.9%    |       |       |        |       |        |       |
| Market Links (voters)                                                 | 23–31 Jan 2021                | 500     | –      | 28.6%              | 20.9%      | 11.9% | 3.4%  | 10.7%  | –      | 15.5%  | 5.3%  | 3.8%   | 7.7%    |       |       |        |       |        |       |
| Market Links (all)                                                    | 23–31 Jan 2021                | 1,000   | –      | 25.5%              | 22.5%      | 11.2% | 4.3%  | 8%     | –      | 18.1%  | 6.6%  | 3.8%   | 3%      |       |       |        |       |        |       |
| Trend (voters)                                                        | 12–19 Jan 2021                | 1,008   | ± 3.1% | 27.6%              | 24.9%      | 10.3% | 4%    | 6%     | 1.3%   | 11.8%  | 4.1%  | 10%    | 2.7%    |       |       |        |       |        |       |
| Gallup (voters)                                                       | 7–15 Jan 2021                 | 1,010   | ± 3.1% | 25.6%              | 21.4%      | 12.2% | 5.1%  | 6.9%   | 2.3%   | 13.8%  | 5%    | 7.6%   | 4.2%    |       |       |        |       |        |       |
| Alpha Research (voters)                                               | 15–21 Dec 2020                | 504     | –      | 29%                | 26.2%      | 8.6%  | 3.2%  | 7.3%   | –      | 12.2%  | 5.9%  | 7.6%   | 2.8%    |       |       |        |       |        |       |
| Mediana                                                               | 12–17 Dec 2020                | 954     | –      | 24.2%              | 25.7%      | 10.8% | 4.7%  | 3.4%   | 1.6%   | 17%    | 4.8%  | 7.8%   | 1.5%    |       |       |        |       |        |       |
| Exacta                                                                | 5–12 Dec 2020                 | 1,025   | –      | 28.8%              | 25.6%      | 8.4%  | 5.4%  | 6%     | –      | 14%    | 3.7%  | 8.1%   | 3.2%    |       |       |        |       |        |       |
| Barometer                                                             | 24–29 Nov 2020                | 847     | –      | 33.5%              | 20.8%      | 13.2% | 12.7% | 5.2%   | 1.2%   | 6.2%   | 2.5%  | 4.8%   | 12.7%   |       |       |        |       |        |       |
| Barometer                                                             | 6–11 Nov 2020                 | 882     | –      | 33.6%              | 21.6%      | 12.3% | 12%   | 5.1%   | 1.1%   | 6.1%   | 2.6%  | 5.7%   | 12%     |       |       |        |       |        |       |
| Sova Harris                                                           | 27 Oct–3 Nov 2020             | 1,000   | ± 3.1% | 26.6%              | 25.1%      | 8.7%  | 5.5%  | 8.4%   | 3.2%   | 11.4%  | 5.7%  | 5.4%   | 1.5%    |       |       |        |       |        |       |
| Rego Archivado el 6 de noviembre de 2020 en Wayback Machine. (voters) | 21–27 Oct 2020                | 2,000   | –      | 27.1%              | 26.3%      | 8.3%  | 2.8%  | 7.6%   | 1.1%   | 18.6%  | 3.9%  | 4.3%   | 0.8%    |       |       |        |       |        |       |
| Specter (voters)                                                      | 12–16 Oct 2020                | 1,016   | –      | 22.9%              | 21.8%      | 10.4% | 3.4%  | 12.2%  | 0.8%   | 16.1%  | 3.5%  | 8.9%   | 1.1%    |       |       |        |       |        |       |
| Barometer                                                             | 10–16 Oct 2020                | 866     | –      | 32.7%              | 23.6%      | 12.4% | 11.3% | 4.7%   | 1.1%   | 6.1%   | 2.7%  | 5.3%   | 9.1%    |       |       |        |       |        |       |
| Trend (voters)                                                        | 3–10 Oct 2020                 | 1,008   | ± 3.1% | 24.1%              | 23.6%      | 10.2% | 3.8%  | 8.8%   | 1.6%   | 15.9%  | 3.9%  | 8.1%   | 0.5%    |       |       |        |       |        |       |
| Gallup                                                                | 1–9 Oct 2020                  | 803     | ± 3.5% | 19.1%              | 19.8%      | 10.1% | 3.4%  | 7.3%   | 2.6%   | 12.6%  | 3.7%  | 21.4%  | 0.7%    |       |       |        |       |        |       |
| Alpha Research (voters)                                               | 21–30 Sep 2020                | 1,031   | –      | 22.8%              | 21.8%      | 11%   | 4.2%  | 10.5%  | 0.3%   | 16.6%  | 5.1%  | 7.7%   | 1%      |       |       |        |       |        |       |
| Market Links (voters)                                                 | 18–26 Sep 2020                | 544     | –      | 27.4%              | 27.2%      | 9.9%  | 2.7%  | 11.8%  | –      | 13.5%  | 3.1%  | 4.4%   | 0.2%    |       |       |        |       |        |       |
| Market Links (all)                                                    | 18–26 Sep 2020                | 1,058   | –      | 24.6%              | 25.5%      | 11.7% | 2.8%  | 10%    | –      | 17%    | 4.2%  | 4.2%   | 0.9%    |       |       |        |       |        |       |
| Gallup                                                                | 3–11 Sep 2020                 | 807     | ± 3.5% | 18.6%              | 19%        | 10.7% | 3.8%  | 7.3%   | 2.5%   | 11.7%  | 3.1%  | 22.6%  | 0.4%    |       |       |        |       |        |       |
| Trend (voters)                                                        | 29 Aug–5 Sep 2020             | 1,008   | ± 3.1% | 23.8%              | 23.4%      | 10.4% | 3.9%  | 9.9%   | 1.2%   | 15.9%  | 4%    | 7.5%   | 0.4%    |       |       |        |       |        |       |
| Sova Harris                                                           | 19–25 Aug 2020                | 1,000   | ± 3.1% | 27.7%              | 24.5%      | 9.2%  | 4.4%  | 7%     | 3%     | 15.7%  | 4.5%  | 4%     | 3.2%    |       |       |        |       |        |       |
| Barometer                                                             | 3–11 Aug 2020                 | 842     | –      | 38.9%              | 18.9%      | 12.2% | 11.7% | 4.8%   | 1.7%   | 5.3%   | 1.9%  | 4.5%   | 20%     |       |       |        |       |        |       |
| Trend (voters)                                                        | 3–10 Aug 2020                 | 1,010   | ± 3.1% | 24.2%              | 22.9%      | 9.8%  | 4.1%  | 10.1%  | 1.2%   | 14.9%  | 4.4%  | 8.4%   | 1.3%    |       |       |        |       |        |       |
| Gallup                                                                | 30 Jul–7 Aug 2020             | 811     | ± 3.5% | 20%                | 19.1%      | 9.4%  | 3.2%  | 7.9%   | 2.2%   | 10.9%  | 3.3%  | 24.1%  | 0.9%    |       |       |        |       |        |       |
| CAM                                                                   | 1–5 Aug 2020                  | 1,021   | ± 3.1% | 30.1%              | 19.7%      | 10.8% | 4.3%  | 10.1%  | 2.1%   | 13.9%  | 5%    | 3.9%   | 10.4%   |       |       |        |       |        |       |
| Market Links (voters)                                                 | 28 Jul–3 Aug 2020             | 573     | –      | 26.3%              | 24.7%      | 10.5% | 5%    | 12.8%  | –      | 13.8%  | 2.5%  | 4.5%   | 1.6%    |       |       |        |       |        |       |
| Market Links (all)                                                    | 28 Jul–3 Aug 2020             | 1,093   | –      | 23.3%              | 20.7%      | 9.6%  | 4.6%  | 10.1%  | –      | 23%    | 4%    | 4.7%   | 0.3%    |       |       |        |       |        |       |
| Gallup                                                                | Jul 2020                      | –       | ± 3.5% | 27.4%              | 25.7%      | 8.5%  | 4.4%  | 3.2%   | 2.4%   | 8.6%   | 1.8%  | 17.9%  | 1.7%    |       |       |        |       |        |       |
| Alpha Research                                                        | 23–30 Jul 2020                | 1,017   | –      | 26.7%              | 19.2%      | 8.3%  | 4.1%  | 12.3%  | 0.9%   | 18.8%  | 5.9%  | 3.9%   | 7.5%    |       |       |        |       |        |       |
| Sova Harris                                                           | 26 Jun–1 Jul 2020             | 1,000   | –      | 37.4%              | 21.4%      | 7.7%  | 7.5%  | 4.2%   | 4.2%   | 9.1%   | 2.6%  | 5.8%   | 16%     |       |       |        |       |        |       |
| Gallup                                                                | Jun 2020                      | –       | ± 3.5% | 29%                | 23.1%      | 7.9%  | 3.8%  | 3.2%   | 2.4%   | 7%     | 2.4%  | 21.3%  | 5.9%    |       |       |        |       |        |       |
| Barometer                                                             | 20–25 Jun 2020                | 828     | –      | 37.5%              | 20.4%      | 11.2% | 10.1% | 3.4%   | 1.5%   | 3.8%   | 1.7%  | 10.5%  | 17.1%   |       |       |        |       |        |       |
| Market Links (voters)                                                 | 27 May–3 Jun 2020             | 483     | –      | 34.1%              | 25.6%      | 9.8%  | 3.7%  | 8.5%   | –      | 9.8%   | –     | 8.5%   | 8.5%    |       |       |        |       |        |       |
| Alpha Research                                                        | 28 de abril–5 de mayo de 2020 | 1,000   | –      | 33.4%              | 19.6%      | 10.3% | 6.3%  | 5.9%   | 1.6%   | 14.6%  | –     | 8.2%   | 13.8%   |       |       |        |       |        |       |
| Mediana                                                               | 21–28 Feb 2020                | 1,008   | –      | 29.4%              | 25.7%      | 13.3% | 5.8%  | 2.7%   | 1.9%   | 12.9%  | –     | 8.3%   | 3.7%    |       |       |        |       |        |       |
| Barometer                                                             | 27 Feb 2020                   | –       | –      | 35.2%              | 24%        | 10.5% | 9%    | 3.1%   | 1.4%   | 3.7%   | 1.6%  | 11.5%  | 11.2%   |       |       |        |       |        |       |
| Trend                                                                 | 3–10 Feb 2020                 | 1,007   | ± 3.1% | 30.6%              | 27.3%      | 10.1% | 3.9%  | 6%     | 2%     | 10.7%  | –     | 9.4%   | 3.3%    |       |       |        |       |        |       |
| Barometer (voters)                                                    | 9–13 Jan 2020                 | 873     | –      | 35.5%              | 28.2%      | 11%   | 11%   | 3.2%   | –      | 3.6%   | –     | 7.5%   | 7.3%    |       |       |        |       |        |       |
| Alpha Research                                                        | 5–12 Dec 2019                 | 1,017   | –      | 29.8%              | 25%        | 10.7% | 7.3%  | 7%     | 2.1%   | 11.8%  | –     | 6.2%   | 4.8%    |       |       |        |       |        |       |
| Market Links (voters)                                                 | 21–28 Nov 2019                | 448     | –      | 29.4%              | 29.4%      | 8.2%  | 5.9%  | 10.6%  | 2.4%   | 10.6%  | –     | 4.7%   | Empate  |       |       |        |       |        |       |
| Market Links (all)                                                    | 21–28 Nov 2019                | 980     | –      | 28.6%              | 25.4%      | 12.7% | 6.3%  | 7.9%   | 1.6%   | 12.7%  | –     | 3.2%   | 3.2%    |       |       |        |       |        |       |
| Trend                                                                 | 7–15 Nov 2019                 | 1,008   | ± 3.1% | 35.6%              | 27.5%      | 10.3% | 5.1%  | 4.6%   | 1.8%   | 7.6%   | –     | 7.3%   | 8.1%    |       |       |        |       |        |       |
| Alpha Research                                                        | 10–16 Sep 2019                | 1,023   | –      | 29.6%              | 25.8%      | 11.8% | 6.6%  | 5.6%   | 2.8%   | 11.4%  | –     | 6.3%   | 3.8%    |       |       |        |       |        |       |
| Market Links (voters)                                                 | 11–19 Jun 2019                | 429     | –      | 34.9%              | 33%        | 9.1%  | 6.8%  | 6%     | 3.8%   | –      | –     | 6.4%   | 1.9%    |       |       |        |       |        |       |
| Trend                                                                 | 5–12 Jun 2019                 | 1,008   | ± 3.1% | 36.7%              | 29.1%      | 10.9% | 7.6%  | 5.1%   | 1.8%   | –      | –     | 8.8%   | 7.6%    |       |       |        |       |        |       |
| Elecciones de 2017                                                    | 26 Mar 2017                   | –       | –      | 32.65%             | 27.19%     | 8.99% | 9.07% | 5.36%  | 4.15%  | –      | –     | 12.59% | 5.46%   |       |       |        |       |        |       |

## Resultados
|  | 25.80 % |

|  | 17.40 % |

|  | 14.79 % |

|  | 9.31 % |

|  | 9.07 % |

|  | 4.65 % |

|  | 3.59 % |

|  | 2.91 % |

|  | 2.41 % |

|  | 2.34 % |

|  | 1.30 % |

|  | 0.52 % |

|  | 0.48 % |

|  | 2.79 % |

|  | 1.70 % |

|  | 93.17 % |

|  | 4.81 % |

|  | 100.00 % |

|  | 49.10 % |

### Por distrito
| Provincia                   | GERB–SDS    | ITN    | BSPzB  | DPS    | DB     | ISMV  | IMRO  | Otros  |       |
| --------------------------- | ----------- | ------ | ------ | ------ | ------ | ----- | ----- | ------ | ----- |
| Provincia                   | Blagoevgrad | 34.94% | 14.99% | 12.58% | 13.55% | 5.10% | 3.00% | 6.59%  | 9.25% |
| Burgas                      | 25.68%      | 15.33% | 14.29% | 12.85% | 7.18%  | 5.89% | 4.35% | 14.43% |       |
| Varna                       | 28.84%      | 19.24% | 11.27% | 5.65%  | 8.75%  | 5.24% | 5.98% | 15.03% |       |
| Veliko Tarnovo              | 24.00%      | 20.87% | 21.99% | 6.61%  | 6.03%  | 4.38% | 4.11% | 12.01% |       |
| Vidin                       | 33.13%      | 14.93% | 20.52% | 8.78%  | 4.79%  | 3.17% | 2.85% | 11.83% |       |
| Vratsa                      | 32.99%      | 17.63% | 16.26% | 10.34% | 4.28%  | 3.93% | 3.72% | 10.85% |       |
| Gabrovo                     | 32.20%      | 19.82% | 15.71% | 3.68%  | 5.40%  | 5.84% | 3.41% | 13.94% |       |
| Dobrich                     | 27.49%      | 16.86% | 19.33% | 8.43%  | 5.52%  | 4.56% | 3.36% | 14.45% |       |
| Kardzhali                   | 15.30%      | 5.34%  | 8.13%  | 63.05% | 2.11%  | 1.10% | 0.49% | 4.48%  |       |
| Kyustendil                  | 31.95%      | 17.59% | 19.59% | 1.87%  | 4.66%  | 6.16% | 4.51% | 13.67% |       |
| Lovech                      | 35.11%      | 16.80% | 16.09% | 10.17% | 4.23%  | 4.29% | 2.79% | 10.52% |       |
| Montana                     | 34.12%      | 13.56% | 14.64% | 13.36% | 3.04%  | 3.89% | 2.81% | 14.58% |       |
| Pazardzhik                  | 30.14%      | 15.91% | 16.48% | 14.43% | 4.12%  | 3.38% | 3.10% | 12.44% |       |
| Pernik                      | 36.74%      | 17.48% | 16.98% | 1.15%  | 6.00%  | 5.14% | 3.15% | 13.36% |       |
| Pleven                      | 24.63%      | 24.23% | 18.75% | 5.13%  | 4.60%  | 4.28% | 5.69% | 12.69% |       |
| Ciudad de Plovdiv           | 25.49%      | 19.94% | 14.63% | 2.95%  | 12.65% | 5.08% | 4.41% | 14.85% |       |
| Provincia de Plovdiv        | 24.87%      | 18.64% | 20.48% | 8.50%  | 4.74%  | 4.51% | 3.26% | 15.00% |       |
| Razgrad                     | 22.35%      | 9.01%  | 9.61%  | 40.08% | 7.51%  | 1.98% | 1.21% | 8.25%  |       |
| Ruse                        | 20.86%      | 20.98% | 18.86% | 9.06%  | 7.99%  | 5.02% | 5.63% | 11.60% |       |
| Silistra                    | 29.31%      | 12.01% | 13.39% | 27.12% | 3.49%  | 2.87% | 3.84% | 7.97%  |       |
| Sliven                      | 30.80%      | 17.22% | 17.76% | 8.20%  | 5.51%  | 5.32% | 2.67% | 12.52% |       |
| Smolyan                     | 29.41%      | 16.06% | 13.53% | 20.89% | 4.06%  | 3.72% | 1.53% | 10.80% |       |
| Ciudad de Sofía-Distrito 1  | 20.17%      | 14.40% | 13.32% | 0.57%  | 28.48% | 6.54% | 3.32% | 13.20% |       |
| Ciudad de Sofía-Distrito 2  | 22.62%      | 15.41% | 13.07% | 1.33%  | 24.43% | 5.96% | 3.53% | 13.65% |       |
| Ciudad de Sofía-Distrito 3  | 24.08%      | 18.81% | 14.70% | 0.72%  | 16.12% | 6.28% | 4.09% | 15.20% |       |
| Provincia de Sofía          | 35.19%      | 19.02% | 16.64% | 4.14%  | 5.24%  | 3.85% | 4.61% | 11.31% |       |
| Stara Zagora                | 22.34%      | 20.70% | 16.57% | 12.20% | 6.23%  | 6.07% | 2.98% | 12.91% |       |
| Targovishte                 | 18.40%      | 11.74% | 13.41% | 37.52% | 2.67%  | 2.63% | 1.67% | 11.96% |       |
| Haskovo                     | 37.34%      | 14.20% | 14.87% | 13.40% | 4.72%  | 4.32% | 1.42% | 9.73%  |       |
| Shumen                      | 27.69%      | 14.50% | 14.50% | 22.65% | 3.43%  | 3.42% | 2.80% | 11.01% |       |
| Yambol                      | 24.38%      | 18.72% | 27.27% | 1.54%  | 5.08%  | 6.00% | 2.34% | 14.67% |       |
|                             |             |        |        |        |        |       |       |        |       |
| Voto de la diáspora búlgara | 8.66%       | 30.75% | 6.52%  | 13.17% | 17.56% | 4.24% | 1.57% | 17.53% |       |
| Fuente: CIK                 |             |        |        |        |        |       |       |        |       |